# アラブの嵐
『アラブの嵐』（あらぶのあらし）は、1961年12月24日に公開された、中平康監督のアクション映画。当時としては異例である長期エジプトロケで製作された。

## あらすじ
大手商社の社長の孫で世間知らずな宗方真太郎は、祖父からの言いつけで、世界を見分して世界を知る為にエジプトを訪れる、そこである国の独立運動に巻き込まれる。

## キャスト
- 石原裕次郎: 宗方真太郎
- 芦川いづみ : 白鳥ゆり子
- 小高雄二 : 中川考次
- 浜村純 : 川田
- 井上昭文 : 政
- 田中明夫 : 西岡
- 雪丘恵介 	竹内
- 三津田健 	黒木専務
- 神山勝 	重役
- 三樹高雄 	重役
- 山岡久乃 : 政子
- 弘松三郎 : 水野
- 南寿美子 : バーのマダム
- シャディア : ライラ
- 千田是也 : 宗方達之助(写真)
- 金子信雄 : 山本

## スタッフ
- 監督 ：中平康
- 脚本 ：山田信夫、中平康
- 音楽 : 黛敏郎
- 撮影 : 山崎善弘
- 企画 : 水の江滝子、中井景

## 併映作品
- 『ずらり俺たちゃ用心棒』: 松尾昭典監督